# Cerro Paranal
Cerro Paranal este un munte situat în regiunea de nord a statului Chile în deșertul Atacama. Muntele este la 12 km de coasta Pacificului și la ca. 120 de km sud de portul Antofagasta. Aerul clar și uscat de pe munte a permis amplasarea pe un platou a telescopului astronomic european Paranal-Observatorium.
Altitudinea de 2660 m a muntelui a fost micșorată la 2635 m în anul 1990 după crearea platoului astronomic. Vizibilitatea de pe munte permite un seeing maxim de 0,18 unde/secundă (unitate pentru vizibilitate astronomică).